# Quan hệ hỗ trợ
Thuyết hỗ sinh hay thuyết tương sinh (Mutualism) là lý thuyết sinh học mô tả sự tương tác sinh thái giữa hai hoặc nhiều loài trong đó mỗi loài đều được hưởng lợi từ việc này gọi là cộng sinh tương hỗ. Thuyết hỗ sinh được cho là loại tương tác sinh thái phổ biến nhất và nó thường chiếm ưu thế trong hầu hết các cộng đồng trên toàn thế giới. Thuyết hỗ sinh có thể tương phản với cạnh tranh giữa các quan thể, giống loài, trong đó mỗi loài có kinh nghiệm trong việc tiết kiệm sức lực, năng lượng, sức sinh tồn, và cùng khai thác tài nguyên (thức ăn, nước uống, nơi ở, bãi săn), hoặc sống bám vào, dựa vào đối tác, trong đó một loài được hưởng lợi từ "công sức" của loài kia gọi là sinh vật tầm gửi.

## Đại cương
Thuật ngữ tương sinh đã được Pierre-Joseph van Beneden giới thiệu trong cuốn sách năm 1876 của ông Ký sinh trùng và động vật. Thuyết tương sinh thường bị bó hẹp với hai loại hiện tượng sinh thái khác: hợp tác và cộng sinh. Hợp tác đề cập đến sự gia tăng sức lực thông qua các tương tác bên trong loài (intraspecific). Sự cộng sinh liên quan đến hai loài sống gần nhau và có thể là tương sinh, ký sinh hoặc giao hợp, vì vậy mối quan hệ cộng sinh không phải lúc nào cũng là sụ tương hỗ. Các ví dụ nổi bật bao gồm hầu hết các thực vật có mạch tương tác với mycorrhizae, còn thực vật có hoa được thụ phấn bởi động vật, thực vật có mạch được phân tán bởi động vật và san hô với zooxanthellae.
Thuyết tương sinh đóng một phần quan trọng trong sinh thái học. Ví dụ, các tương tác lẫn nhau rất quan trọng đối với chức năng hệ sinh thái trên cạn vì hơn 48% thực vật trên đất liền dựa vào mối quan hệ của nấm với nấm để cung cấp cho chúng các hợp chất vô cơ và các nguyên tố vi lượng. Một ví dụ khác, ước tính cây rừng nhiệt đới có sự tương tác phân tán hạt giống với động vật dao động từ 70%-90%. Ngoài ra, sự tương hỗ được cho là đã thúc đẩy sự tiến hóa của phần lớn sự đa dạng sinh học, chẳng hạn như các dạng hoa (quan trọng đối với sự tương tác thụ phấn) và đồng tiến hóa giữa các nhóm loài. Tuy nhiên, chủ nghĩa tương hỗ trong lịch sử đã nhận được ít sự chú ý hơn so với các tương tác khác như ăn thịt và ký sinh trùng.
Sự đong đếm lợi ích về sức lực chính xác cho các cá thể trong mối quan hệ tương hỗ không phải lúc nào cũng đơn giản, đặc biệt khi các cá thể có thể nhận được lợi ích từ nhiều loài, ví dụ như hầu hết các loài tương tác thụ phấn-thực vật. Do đó, thông thường để phân loại các tương tác theo sự gần gũi của sự cộng tác này, sử dụng các thuật ngữ như nghĩa vụ và khoa học. Xác định "sự gần gũi", tuy nhiên, cũng có vấn đề. Nó có thể đề cập đến sự phụ thuộc lẫn nhau (loài này không thể sống mà không có nhau) hoặc sự thân mật sinh học của mối quan hệ liên quan đến sự gần gũi về thể xác (ví dụ: một loài sống trong các mô của loài khác).

## Biểu hiện
Mối quan hệ tương hỗ có thể được coi là một dạng "trao đổi sinh học" trong mối liên hệ bệnh nấm giữa rễ cây và nấm, với việc cây cung cấp carbohydrate cho nấm để đổi lấy chủ yếu là hợp chất phosphat mà còn là nitơ. Các ví dụ khác bao gồm vi khuẩn rhizobia cố định nitơ cho cây họ đậu (họ Fabaceae) để đổi lấy carbohydrate chứa năng lượng. Mối quan hệ tài nguyên dịch vụ tức là phục vụ để đổi lấy và hưởng lợi là phổ biến. Ba loại quan trọng là thụ phấn, làm sạch cộng sinh và đeo đám đi nhờ. Trong việc thụ phấn, một tác nhân thụ phấn sử dụng các nguồn thực phẩm dưới dạng mật hoa hoặc phấn hoa để phục vụ phân tán phấn hoa. Zoochory là sự phân tán hạt giống của động vật. Điều này tương tự như thụ phấn ở chỗ cây tạo ra nguồn thức ăn (ví dụ, quả thịt, thừa hạt) cho động vật phát tán hạt. Một loại khác là kiến bảo vệ rệp, trong đó rệp sẽ tiết ra mật ong giàu đường (sản phẩm phụ của chế độ ăn nhựa cây) để đổi lấy sự bảo vệ chống lại kẻ săn mồi như bọ rùa.
Các tương tác về sự phục vụ đổi lấy sự phục vụ lại là rất hiếm, vì những lý do không rõ ràng. Một ví dụ là mối quan hệ giữa hải quỳ và cá hải quỳ trong họ Pomómridae: hải quỳ cung cấp cho cá sự bảo vệ khỏi những kẻ săn mồi (vì chúng không thể chịu đựng được các vết cắn của hải quỳ) và cá bảo vệ hải quỳ chống lại cá bướm (họ Chaetodontidae) là loài chuyên ăn hải quỳ. Tuy nhiên, điểm chung của nhiều tương tác, có nhiều hơn một khía cạnh của nó: trong sự tương sinh giữa hải quỳ - cá hải quỳ, chất thải amonia từ cá ăn tảo cộng sinh được tìm thấy trong các xúc tu của hải quỳ. Do đó, những gì dường như là một sự tương hỗ dịch vụ - dịch vụ trong thực tế có một thành phần tài nguyên dịch vụ.
Một ví dụ thứ hai là mối quan hệ giữa một số loài kiến trong chi Pseudomyrmex và cây trong chi keo, chẳng hạn như cây gai huýt sáo và cây keo sừng bò. Những con kiến làm tổ bên trong gai của cây. Để đổi lấy nơi trú ẩn, loài kiến bảo vệ cây acacias khỏi sự tấn công của động vật ăn cỏ (chúng thường ăn) và cạnh tranh với các loài thực vật khác bằng cách cắt tỉa thảm thực vật che bóng cây keo. Trong hệ thần kinh, loài kiến Myrmelachista schumanni làm tổ của nó trong các hốc đặc biệt ở Duroia hirsute. Thực vật trong vùng lân cận thuộc về các loài khác bị giết bằng axit formic. Việc làm vườn chọn lọc này có thể rất mạnh mẽ đến nỗi các khu vực nhỏ của rừng mưa nhiệt đới bị chi phối bởi người chăn gia súc Duroia. Những miếng vá kỳ dị này được người dân địa phương gọi là "khu vườn của quỷ".
Trong một số mối quan hệ này, chi phí cho việc bảo vệ của loài kiến có thể khá tốn kém. Các loài cây thuộc chi Cordia sp. trong rừng nhiệt đới Amazon có mối quan hệ hợp tác với các loài kiến thuộc chủng Allomerus sp, làm cho tổ của chúng trong lá. Để tăng lượng không gian sống có sẵn, những con kiến sẽ phá hủy nụ hoa của cây. Những bông hoa chết và lá phát triển thay vào đó, cung cấp cho kiến nhiều nhà ở hơn. Một loại khác của Allomerus sp. Kiến sống với các loài Hirtella sp trong cùng một khu rừng, nhưng trong mối quan hệ này, khi cây đã sẵn sàng để ra hoa, những con kiến ở một số nhánh bắt đầu héo và co lại, buộc những kẻ cư ngụ phải chạy trốn, để lại những bông hoa Cây phát triển không bị kiến tấn công.
Thuật ngữ "nhóm loài" có thể được sử dụng để mô tả cách thức mà các sinh vật riêng lẻ nhóm lại với nhau. Trong bối cảnh phi phân loại này, người ta có thể đề cập đến "các nhóm cùng loài" và "các nhóm loài hỗn hợp". Trong khi các nhóm cùng loài là chuẩn mực, ví dụ về các nhóm loài hỗn hợp rất nhiều. Ví dụ, ngựa vằn (Equus burchelli) và linh dương đầu bò (Connochaetes taurinus) có thể vẫn liên kết trong các giai đoạn di cư đường dài qua bình nguyên Serengeti như một chiến lược để ngăn chặn những kẻ săn mồi. Cercopithecus mitis và Cercopithecus ascanius, là các loài khỉ trong rừng Kakamega của Kenya, có thể ở gần nhau và đi dọc theo các tuyến đường chính xác trong rừng trong thời gian lên tới 12 giờ. Những nhóm loài hỗn hợp này không thể được giải thích bằng sự trùng hợp của việc chia sẻ cùng một môi trường sống. Thay vào đó, chúng được tạo ra bởi sự lựa chọn hành vi tích cực của ít nhất một trong số các loài được đề cập.

## Các công thức
Các phương pháp toán học về sự tương hỗ, như nghiên cứu về sự tương hỗ nói chung, đã bị tụt hậu so với những kẻ săn mồi, hoặc động vật ăn thịt, người tiêu dùng, tài nguyên, tương tác. Trong các mô hình tương tác, các đáp ứng chức năng "loại I" và "loại II" đề cập đến mối quan hệ tuyến tính và bão hòa, tương ứng, giữa lợi ích cung cấp cho một cá thể của loài 1 (trục y) về mật độ của loài 2 (x -axis).
- Type I

{\displaystyle {\begin{aligned}{\frac {dN_{1}}{dt}}&=r_{1}N_{1}-\alpha _{11}N_{1}^{2}+\beta _{12}N_{1}N_{2}\\[8pt]{\frac {dN_{2}}{dt}}&=r_{2}N_{2}-\alpha _{22}N_{2}^{2}+\beta _{21}N_{1}N_{2}\end{aligned}}}
Năm 1989, David Hamilton Wright đã sửa đổi các Phương trình Lotka–Volterra bằng cách thêm một thuật ngữ mới, βM/K, để thể hiện mối quan hệ tương hỗ. Wright cũng đã xem xét khái niệm bão hòa, có nghĩa là với mật độ cao hơn, có những lợi ích giảm dần của sự gia tăng hơn nữa của quần thể tương hỗ. Nếu không bão hòa, mật độ của loài sẽ tăng lên vô hạn. Bởi vì điều đó là không thể do các hạn chế về môi trường và khả năng mang theo, một mô hình bao gồm độ bão hòa sẽ chính xác hơn. Lý thuyết toán học của Wright dựa trên tiền đề của mô hình tương sinh hai loài đơn giản, trong đó lợi ích của chủ nghĩa tương hỗ trở nên bão hòa do các giới hạn đặt ra bởi thời gian xử lý. Wright định nghĩa thời gian xử lý là thời gian cần thiết để xử lý một loại thức ăn, từ khi tương tác ban đầu đến khi bắt đầu tìm kiếm các thực phẩm mới và cho rằng chế biến thực phẩm và tìm kiếm thực phẩm là loại trừ lẫn nhau. Theo lý thuyết tương hỗ thể hiện hành vi tìm kiếm thức ăn được tiếp xúc với những hạn chế về thời gian xử lý. Thuyết tương sinh có thể được liên kết với sự cộng sinh.
- Type II

{\displaystyle {\cfrac {ax}{1+axT_{H}}}}
{\displaystyle {\frac {dN}{dt}}=N\left[r(1-cN)+{\cfrac {baM}{1+aT_{H}M}}\right]}
{\displaystyle {\frac {dN}{dt}}=N[r(1-cN)+\beta M/(X+M)]}

## Cấu trúc mạng
Các mạng lưới tương hỗ được tạo ra từ sự tương tác giữa thực vật và côn trùng thụ phấn đã được tìm thấy có cấu trúc tương tự trong các hệ sinh thái rất khác nhau trên các lục địa khác nhau, bao gồm các loài hoàn toàn khác nhau.  Cấu trúc của các mạng lưới tương hỗ này có thể có những hậu quả lớn đối với cách các cộng đồng thụ phấn phản ứng với các điều kiện ngày càng khắc nghiệt và khả năng chuyên chở của cộng đồng quần thể này. 
Các mô hình toán học kiểm tra hậu quả của cấu trúc mạng này đối với sự ổn định của các cộng đồng thụ phấn cho thấy cách thức cụ thể trong đó mạng lưới thụ phấn thực vật được tổ chức giảm thiểu sự cạnh tranh giữa các loài thụ phấn, làm giảm sự lan truyền của các tác động gián tiếp và do đó tăng cường sự ổn định của hệ sinh thái  và thậm chí có thể dẫn đến sự thuận lợi gián tiếp mạnh mẽ giữa các loài thụ phấn khi điều kiện khắc nghiệt. Điều này có nghĩa là các loài thụ phấn cùng nhau có thể tồn tại trong điều kiện khắc nghiệt.
Nhưng nó cũng có nghĩa là các loài thụ phấn sụp đổ đồng thời khi điều kiện vượt qua điểm tới hạn. Sự sụp đổ đồng thời này xảy ra, bởi vì các loài thụ phấn phụ thuộc lẫn nhau khi sống sót trong điều kiện khó khăn. Sự sụp đổ toàn cộng đồng như vậy, liên quan đến nhiều loài thụ phấn, có thể xảy ra đột ngột khi điều kiện ngày càng khắc nghiệt vượt qua điểm quan trọng và việc phục hồi từ sự sụp đổ như vậy có thể không dễ dàng. Sự cải thiện về điều kiện cần thiết cho các loài thụ phấn để phục hồi có thể lớn hơn đáng kể so với sự cải thiện cần thiết để trở lại các điều kiện mà cộng đồng thụ phấn bị sụp đổ.

## Sự đổ vỡ
Thuyết tương sinh không nằm ở trạng tái tĩnh mà luôn có sự vận động và đổi thay và có thể bị mất đi bởi quá trình tiến hóa. Sachs và Simms (2006) đề xuất rằng điều này có thể xảy ra thông qua 4 phương cách chính:
- Một trong hai bên khi quan hệ tương hỗ chuyển sang ký sinh trùng, và không còn có lợi cho đối tác của mình khi đó từ quan hệ hợp tác thành đối địch và loại trừ
- Một đối tác từ bỏ sự tương sinh và sống tự chủ
- Một đối tác có thể bị tuyệt chủng, không còn đối tác để phối hợp
- Một đối tác có thể được chuyển sang một loài khác.

Có rất nhiều ví dụ về sự đổ vỡ lẫn nhau. Ví dụ, dòng dõi thực vật sống trong môi trường giàu chất dinh dưỡng đã dần dần từ bỏ sự tương tác mycorrhizal nhiều lần một cách độc lập.

## Ở con người
Con người có liên quan đến sự tương tác với các loài khác: hệ thực vật đường ruột của chúng rất cần thiết cho quá trình tiêu hóa hiệu quả.  Nhiễm chấy có thể có lợi cho con người bằng cách thúc đẩy phản ứng miễn dịch giúp giảm nguy cơ mắc bệnh rận do cơ thể gây ra. Một số mối quan hệ giữa con người với động vật và thực vật được thuần hóa ở các mức độ khác nhau. Ví dụ, các giống ngô nông nghiệp cung cấp thức ăn cho con người và không thể sinh sản mà không có sự can thiệp của con người vì vỏ lá không bị mở ra và hạt giống ("ngô trên lõi ngô") không bị vỡ để phân tán hạt một cách tự nhiên. 
Trong nông nghiệp truyền thống, một số cây trồng có tính tương hỗ là cây đồng hành, cung cấp cho nhau nơi trú ẩn, độ phì nhiêu của đất và/hoặc kiểm soát dịch hại tự nhiên.  Ví dụ, đậu có thể mọc lên trên thân cây ngô như một tấm lưới, trong khi cố định nitơ trong đất để lấy ngô. Một nhà nghiên cứu đã đề xuất rằng lợi thế chính của Homo sapiens so với người Neanderthal trong việc cạnh tranh với môi trường sống tương tự là sự tương hỗ của người với chó. Chó và cừu là một trong những động vật đầu tiên được thuần hóa.